# 汉藏语系
汉藏语系（英語：Sino-Tibetan languages），也称跨喜马拉雅语系（英語：Trans-Himalayan languages），是世界主要語系之一，但是划分的形式很多，这个语系至少包含汉语族和藏缅语族，共计约400种语言，主要包含官話、晉語、吳語、湘語、贛語、閩語、客家語、粵語、藏語、緬語、彝語等，主要分布在中国大陆、港澳地区、台灣、缅甸、不丹、尼泊尔、印度、新加坡、馬來西亞等亚洲各国和地區。以汉藏语系语言为母语的人口约有15亿。按使用人数计算，是仅次于印欧语系的第二大语系。

## 分布与特色
汉藏语系的语言主要分布在中国大陆、港澳地區、台湾、缅甸、印度北部喜马拉雅山南麓和东北部、尼泊尔、不丹等地。汉藏语系已知有400多种语言，其中，汉语、藏语和缅甸语占据了绝大多数人口及分布区域，而其余语言则大多分布在山区，沿喜马拉雅山脉南坡、东南亚地块和青藏高原东缘等地 。
汉藏语系的语言内部差异非常大。在语法方面，多数汉藏语都是主语-宾语-谓语的语序，比如“我饭吃”，只有汉语、白語和克伦语支是主语-谓语-宾语的语序，如是“我吃饭”。语音上多样性也很强，有些语言拥有8个以上声调，也有的没有声调。

### 当代语言
汉藏语系主要分支的母语者人数
迄今为止最大的分支是汉语族，共有约13亿母语者，绝大部分生活在中国东半部。
汉语最早的书面形式是约公元前1250年的甲骨文，当时上古汉语分布在黄河中游。:4
华东南的崎岖地形使得当地的汉语多样性大于华北平原。:187–188
缅甸语是缅甸的国语，也是约3300万人的母语。
9世纪初，缅甸语使用者首先从今日云南西部进入伊洛瓦底江北部盆地，当时南诏的入侵大大削弱了骠国的国力。:165
云南西端的德宏州仍使用其他缅语支语言。:195
到11世纪，他们的蒲甘王朝已经扩张到了整个盆地。:165
摩耶佛塔碑文等早期文本可以追溯至12世纪早期。:195
藏语支使用人数约有600万，主要分布在青藏高原和临近的喜马拉雅山脉、四川西部。:117
它们都是中古藏语的后代，它最初分布在雅砻江河谷，7世纪随着吐蕃的统一，扩张到整个青藏高原。:107
吐蕃在9世纪解体，不过近古藏语仍作为藏传佛教的书面语通行。:120
其余语言大都在高地地区使用。
最南端的是克伦语支，使用者约有400万人，分布在缅甸-泰国边境上的山区。最大的多样性在克伦丘陵，那里可能是整个语支的起源地。:18
从印度东北部延伸到缅甸北部的高地上有超过100种高度分化的汉藏语。
其他汉藏语沿喜马拉雅山脉南坡、中国西南部和泰国北部分布。:424–425

## 起源与扩散

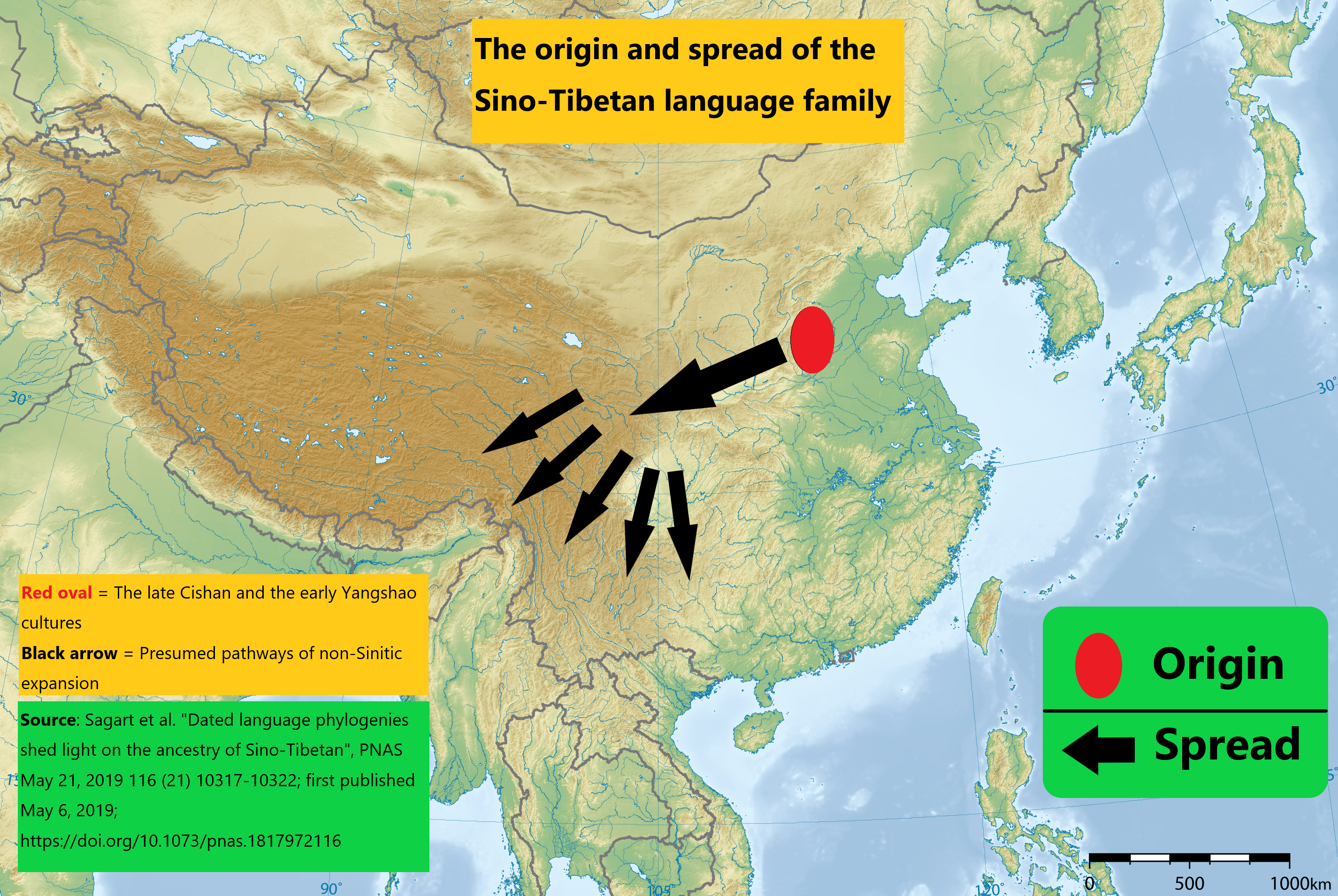
汉藏语系的起源与传播。红椭圆是磁山晚期和仰韶早期的文化。黑色箭头是非汉语族的假定途径。在将语言比较方法应用于沙加尔于2019年开发的比较语言数据数据库以识别声音对应关系并建立同源词后，系统发育方法被用于推断这些语言之间的关系并估计其起源和家乡的年龄。漢藏語系的假定祖語被稱為原始漢藏語。

语言学家对汉藏语系内部各语支亲缘关系、分化时间以及原乡所在长期存在争议，反映出对系属分类和时间深度的不确定:423。在语言分类里，传统上把汉藏语系中汉语之外的其它语言统称作藏缅语族。然而，因为汉藏语系语言之间差异很大，又缺乏历史文献材料，汉藏语的早期历史，以及汉藏语系各语支之间的亲疏关系在学者之间有很多争议:468-498:71-104。
早期学者一般认为汉藏语系分为四个语族，即汉语族、藏缅语族、壮侗语族、苗瑶语族。1970年代以后，西方学者一般认为苗瑶语系和壮侗语系不属于汉藏语系，为独立语系，中國學者則一般仍將苗瑤語族視為漢藏語系的一個語族。克里斯托弗·貝克威思則不认为汉语族和藏缅语族有发生学关系。
汉藏语系起源的假说主要有3种：:112
- 最广为接受的假说是“北方说”，将汉藏语系和黄河流域的新石器文化联系起来，如磁山文化(公元前6500–5000年, 河北省), 仰韶文化(公元前5000–3000年，陕西、甘肃东部、河南西部一带)或马家窑文化(公元前3300–2000年，甘肃中东部、青海东北部一带)[1]，伴随小米农业的扩张而扩张。这种情况和汉语族和藏缅语族的分类有关。此说认为所有汉藏语中，汉语是最早分化出去的，其余的语言，即藏缅语族有共同原始语，后来藏缅语人群逐渐向西南方向迁徙并分化，形成了各个语支[1][13]。支持者包括白保罗、马提索夫等[14][15]。复旦大学张梦翰等（2019）进行的对109种汉藏语的计算机系统发生学分析发现，汉藏语系于约公元前2200至5800年(平均公元前3900年)最早分化于中国北方[1][16]:112-115。沙加尔等 (2019)的基于不同数据与方法的计算机系统发生学分析也得出了相近的结论，但汉藏语系分化日期则是约公元前5200年，这可以和晚期磁山文化和早期仰韶文化的小米农民相联系。[17]:10317-10322。詹姆斯·马提索夫认为汉藏语系的最晚分裂发生于约公元前4000年，汉语使用者在黄河沿岸定居，其他族群沿长江、湄公河、萨尔温江和布拉马普特拉河南迁。[18]:470–471此研究同意汉语是最早从汉藏语系中分化出来的，而藏缅语构成一个单独的支系[1]。根据此研究，汉藏语的首次分化时间约在公元前4000年，而藏缅语内部分化约从公元前2800年开始[1]。
- 罗杰·布伦奇和马克·博斯特（Mark Post）(2014)认为汉藏语系发源于约公元前7000年的印度东北部，那里是语言多样性最大的地方。[19]:89罗杰·布伦奇(2009)认为农业词汇不能构拟进原始汉藏语，汉藏语系最早的使用者不是农民，而是相当多样的渔猎人群。[1][13][20]。此观点认为最早分化的汉藏语言有9000年以上甚至上万年的历史。
- 无我 (语言学家) (2005)认为汉藏语系在公元前7000年以前发源自四川盆地，最早分化的语言是喜马拉雅山南麓的一些语言，一支早期移民迁到印度东北部，之後晚期移民北迁、向東傳，才發展出汉语和藏语等[1][21]:455-488[22]:91-95。

2020年的新研究較支持北方說，認為最早發生的分歧是漢語支和藏緬語支，但有別於先前研究大多推論6000年的歷史，新的研究認為兩支可能在8000年前即分離，或許和黃河流域的環境變化以及小米農作的早期發展有關。:20792
还有观点认为很难判断这些语支相互之间的远近关系，即“落叶模型”，认为语支就像地上散落的叶子一样，无法知道它们原先在树上的位置，实际上放弃了对汉藏语系语言之间关系的研究。

## 语系研究史

### 文献研究

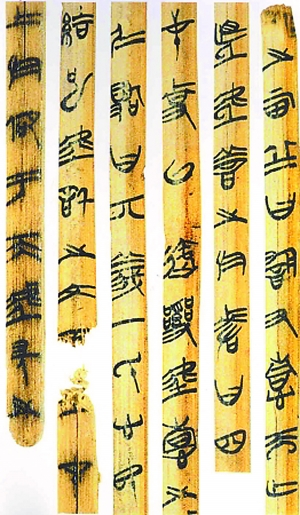
竹简上的上古汉语文本

上古汉语是迄今有记载的最古老的汉藏语，铭文可追溯到公元前1250年左右，大量文献可追溯到公元前1千纪，但汉字毕竟不是纯表音文字。学者试图通过比较对中古汉语的模糊描述、汉字谐声系统和上古诗韵重建上古音系。最早的全套构拟见于高本汉的《汉文典》。:471–472
高本汉拟音有点笨拙，许多音素的分布非常不均匀。后来的学者通过借鉴一系列其他来源对其进行了修订。:45一些提议是基于其他汉藏语的同源词进行构拟，尽管学者也只发现了汉语的记录。:25–26例如，最近的上古汉语拟音将高本汉的15元音系统压缩为6元音系统，这个方案最早由包拟古作出。:47相似地，高本汉的上古来母*l被订正为*r，上古以母则改做*l，这样可以和藏缅语同源词相匹配，还能解释古汉语和外语地名的对音。:197, 199–202越来越多的学者认为上古汉语无声调，中古汉语的声调从韵尾演变而来。其中的*-s被认为是一个后缀，在其他汉藏语中也有同源形式。:315–317

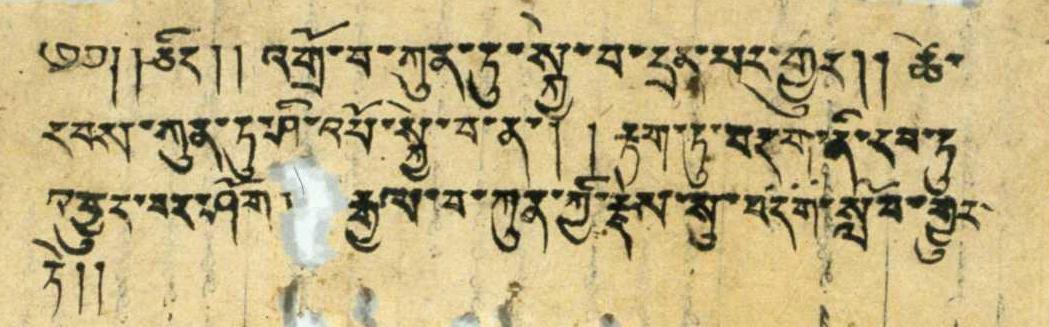
吐鲁番市上古藏语文本

自7世纪中叶吐蕃开始使用文字以来，藏语支就有大量文字记录。缅甸语最早的记录（如12世纪摩耶佛塔碑文）较为有限，但后来有了繁多的文献。这两种语言都以字母文字记录，最终源自古印度婆罗米文。大多数比较工作都使用这些语言的保守书面形式，遵循海因里希·奥古斯特·贾舍克（藏语）和艾多奈拉姆·耶德遜（缅甸语）的词典，尽管两者都有来自漫长时期的条目。:xiii–xiv
西夏(1038–1227)的西夏语也有大量记载。西夏文是一种受汉字启发的語素文字，尽管已经找到了多语言词典，它的解释仍存在许多困难。:17
龚煌城比较了古汉语、藏语、缅甸语和西夏语，试图在这些语言之间建立健全的对应关系。:434他发现藏语和缅语/a/对应上古汉语的*a和*ə。:431虽然这被认为是一个单独的藏缅语分支的证据，Hill（2014年）还是发现缅甸语和上古汉语的韵母有直接对应关系：-ay：*-aj；-i：*-əj，因此他认为*ə > *a的变化只独立发生于藏语和缅甸语中。:97–104

### 实地调查
谢弗和白保罗所用的非文献语言的描述通常是由具有不同语言技能的传教士和殖民地管理者制作的。:472–473:4–5
大多数较小的汉藏语言在人迹罕至的山区使用，其中许多地区在政治或军事上很敏感，因此对调查人员不开放。
直到1980年代，研究最深入的地区还限制在尼泊尔和泰国北部。:470, 476–478
在1980年代和90年代，关于喜马拉雅地区和中国西南地区语言的新调查陆续发表。
特别令人感兴趣的是四川西部和邻近地区新发现的羌语支。:435:482

### 汉藏语的分类
德国学者朱利斯·克拉普羅特早在1823年就提出汉语、藏语、缅甸语的基础词汇之间有同源关系，而泰语和越南语则不同。但後来他的著作被淡忘了，一直到20世纪，学者们才重新重视他的研究。
19世纪流行的分类，一般都是出于人种的考量，例如内森·布朗（Nathan Brown）在1837年提出“印度支那语”的概念，用来表示除阿尔泰语和达罗毗荼语以外的所有东方语言，包括日语和南岛语。
“汉藏语”一词是普祖鲁斯基（Jean Przyluski）在1924年提出的，他的分类如下：
- 藏缅语
- 汉台语（这里的台语不仅包括现在所说的侗台语，还包括苗瑶语）

在此基础上，有人把汉语、侗台语和苗瑶语分开，这种分类在中国比较流行：
- 汉语族
- 藏缅语族
- 壯侗语族
- 苗瑶语族

20世纪后期，多数西方学者从汉藏语中排除了侗台语和苗瑶语，但是保留了汉语和藏缅语的二分法，例如马蒂索夫（Matisoff）、布拉德利（Bradley 1997）、杜冠明（Thurgood 2003）的分类：
- 汉语族
- 藏缅语族

目前有学者不认同这种二分法。更有人认为汉语在汉藏谱系树的地位可能比较接近藏语，反而汉语和缅甸语或者羌语的关系没有那么密切。例如Van Driem（2001）就把汉语和藏语并称汉藏语族，作为汉藏缅语系的一个分支。
白桂思则否认藏缅语和汉语有发生学关系，反对汉藏语系这一归类。

## 与其他语系的关系
- 沙加尔認為汉藏语系和南岛语系有發生學關係，提出漢-南島超語系，在该观点下，汉藏语系、苗瑶语系、壮侗语系、南亚语系、南岛语系同源。
- 高晶一與特努·田德爾提出了漢-烏拉爾語系，該假說認為漢藏語系與烏拉爾語系存在發生學關係。
- 斯塔罗斯金提出了德內-高加索超語系，該假說認為漢藏語系與巴斯克語、西北高加索語系、東北高加索語系、布魯夏斯基語、叶尼塞语系、納－德內語系、海達語等存在發生學關係。
- 西田龍雄認為日語屬於漢藏語系藏緬語族。
- 孔好古提出了漢藏－印歐語系，該假說認為漢藏語系 與印歐語系存在發生學關係。

但這些觀點都不被主流的語言學者接受。

## 語言特色
语言学家认定汉藏语系存在的标准，是该语系中的共享词汇。汉语和藏语、缅甸语、彝语、嘉绒语、白语、土家语、西夏语、景颇语、克伦语等共享大量的词汇，尤其是最基本的词汇，如人称代词、数词、亲属关系、身体部位词等。比如古汉语中“五”“吾”“鱼”的发音，和藏语、缅语这三个词的发音都非常相似，而三个词的语义并没有联系，而且都是语言里面非常基本的词汇，很难从其它语言借用，因此认定这几个词有共同来源的。类似的例子还有很多。

### 语序
在汉语族、白语支、克伦语支和木卢语支之外，汉藏语最普遍的语序是宾语–谓语，比如“我饭吃”。:43汉语和白语还不同于世界上大多数主谓宾语序语言，是将从句放在它们所修饰的名词前面。:50大多数学者相信主宾谓语序是原始的语序，汉语、克伦语支和白语是受东南亚语言联盟相邻语言的影响，才将谓语和宾语的顺序颠倒的。:43–45:201–214这一理论被罗端等（2007）批评为不完善，他们转而将原始汉藏语语序构拟为主谓宾。

### 形态
霍奇森在1849年注意到分布在从喜马偕尔邦至尼泊尔东部横跨喜马拉雅山脉的地域上的“代词化”(综合语)语言，和“非代词化”(分析语)语言之间的区别。Konow (1909)将代词化语言解释为是蒙达语族底层，并认为印度-中国地区的语言本质上是孤立的、带声调的。稍后马思佩罗将假定的底层定为印度-雅利安语支。直到白保罗，这些语言的屈折系统才被(部分地)认为是语系内本来就存在的。学者对各种语言中共有的系统多大程度上能够重建为祖语抱有争议。:430:29–32
配列上看，许多藏缅语都有作格和/或反作格(不是施事的论元)标记。不过，反作格标记没法构拟进早期的祖语中，可能是后来的创新。:34–35
大部分语言学家认为，原始汉藏语的语音和语法和嘉绒语相似：没有明确的声调系统，有复辅音，有复杂的动词形态。法国学者奥德里库尔早在1954年发现汉语的声调是後起的，原始漢語没有声调，到了南北朝韵尾-s和喉塞音分别演变成去声和上声。上古汉语也有保留少量综合性特征，例如：使动的s-前缀：登（端母登韵）上古汉语*təəŋ，增（精母登韵）*s-təəŋ。嘉绒语和藏语裡存在着同样的s-使动前缀。
按照历史语言学的定论，声调的有无、语序（动词、主语和宾语的相对位置）、音节结构等类型特征无法支持或者否认语言同源关系的假设，因为这些特征容易扩散到不同的语系。惟有共同的形态成分（前缀、後缀、中缀、元音交替等）和基本词汇才能证明这种关系。

## 同源词汇
汉藏语系各语言之间存在很多同源词，由于原始汉藏语的分化经历了很长时间，对于原始汉藏语的拟构，学术上也存在不同的观点。另外汉字在表音方面的不足，使得原始汉语的拟构存在多种版本，下表给出了一个汉藏语系各语言之间的同源词。
| 基数词 | 原始汉藏语      | 闽南语   | 客家語 | 上海話 | 普通話 | 上古汉语     | 原始藏语  | 藏語    | 原始克伦语 | 原始缅甸语 | 原始克钦（景颇）语 | 原始喜马拉雅语 | 原始博多-加罗语 | 原始库基语    | 原始那加语 |
| ------ | --------------- | -------- | ------ | ------ | ------ | ------------ | --------- | ------- | ---------- | ---------- | ------------------ | -------------- | --------------- | ------------- | ---------- |
| '1'    | *k-tyig         | it̚       | it̚     | ɪʔ     | ji     | *yit(獨*dok) | g-cig     | ɡt͡ɕiɡ   | *teg       |            | *t'i               | *se            |                 | *k'at         | *k'at      |
| '2'    | *k-nyis         | d͡ʑ̥i      | nʲi    | əl̴/nʲi | ɚ      | *nyis        | *g-nis    | ɡnʲis   | *k'-ni     |            | *-n'i              | *nis           | *g-ni           | *-ni          | *k'ni      |
| '3'    | *k-t'um         | sam/sã   | sam    | se̞     | san    | *sum         | *sum      | ɡsum    | *g-sum     | *som       | *sum               | *sum           | *g-tam          | *-t'um        | *k-t'um    |
| '4'    | *p-li           | su/ɕi    | ɕi     | sɨ     | sɨ     | *s-yiy       | *b-liy    | bʑi     | *wir       |            | *p-li              | *(p)li         | *bri            | *-li          | *p-li      |
| '5'    | *p-ŋa *l-ŋa     | ŋo/g̥o    | ŋ̩      | u/ŋ̩    | wu     | *ŋaʔ         | *lŋya     | lŋa     | *ŋaʔ       | *ŋa        | *p-ŋa              | *p-ŋa          | *b-ŋa           | *p-ŋa *r-ŋa   | *p'-ŋa     |
| '6'    | *t-r'uk *k-r'uk | liok̚/lak̚ | liʊk̚   | loʔ    | lioʊ̯   | *C-r'uk      | *d-ruk    | dɹuɡ    | *xru       | *khyok     | *k-ru              | *t-ruk         | *(k)rōk         | *k-rūk *p-rūk | *t-rūk     |
| '7'    | *s-Nis          | t͡ɕʰit̚    | t͡ɕʰit̚  | t͡ɕʰɪʔ  | t͡ɕʰi   | *tshyit      | *s-nis    | bdyn    | *-nøy      | *nit       | *s-nit             | *nis-          | *s-ni           | *s-ni         | *š-ni      |
| '8'    | *t-r'iat        | pat̚/pueʔ | pat̚    | päʔ    | pa     | *p-ret       | *b-r-gyat | bɹɡɹjɛd | *xroq      | *slit      | *-šiat             | *žyad          | *čat            | *t-riat       | *-šot      |
| '9'    | *t-kua          | kiu/kau  | kiu    | t͡ɕiɤ   | t͡ɕioʊ̯  | *kwyuʔ       | *d-kuw    | dɡu     | *gu-       | *ko        | *t-ku              | *gu            | *t-ku           | *t-ku         | *t-ko      |
| '10'   | *-tsi(?)        | ɕip̚/t͡sap̚ | sɨp̚    | z̥əʔ    | ʂɨ     | *gyip        | *tsi(y)   | bt͡ɕu    | *ts'i      | *tše       | *t-tsel            | *tšī           | *t-tši          | *tsom(?)      |            |